# Beskid Myślenicki
Beskid Myślenicki – zachodnia część Beskidu Wyspowego oraz wschodnia Beskidu Makowskiego, ograniczona dolinami Skawy, Raby i Stradomki. Beskid Myślenicki wyróżnia się wyłącznie w literaturze turystycznej, nie jest zaś jednostką regionalizacji fizycznogeograficznej. Nazwa ta pojawiła się już w dwudziestoleciu międzywojennym. Granice Beskidu Myślenickiego wyodrębnił w 1938 Mieczysław Orłowicz.